# Matthias Sauerbruch

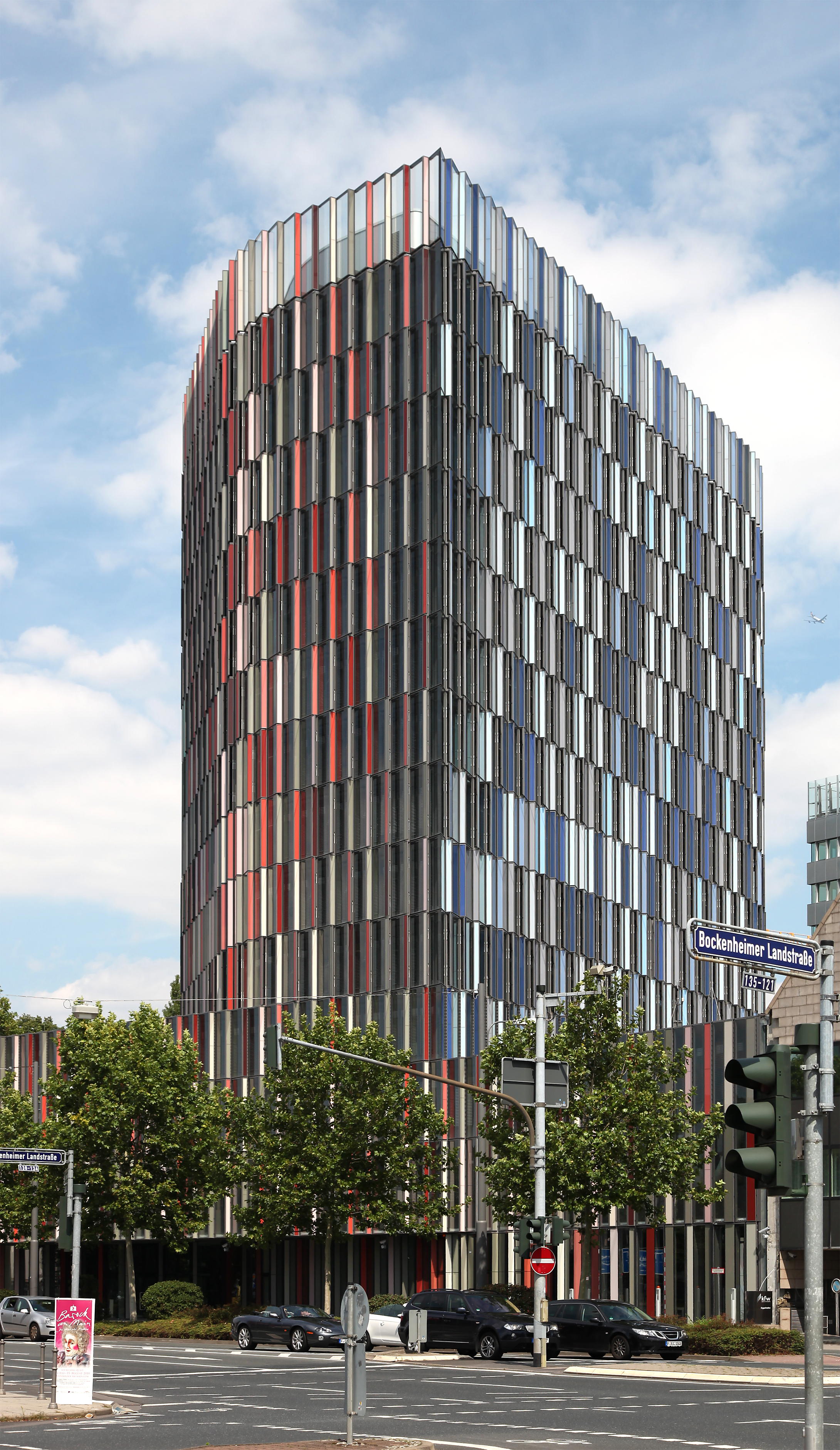
Westarkade, Frankfurt am Main, 2006.

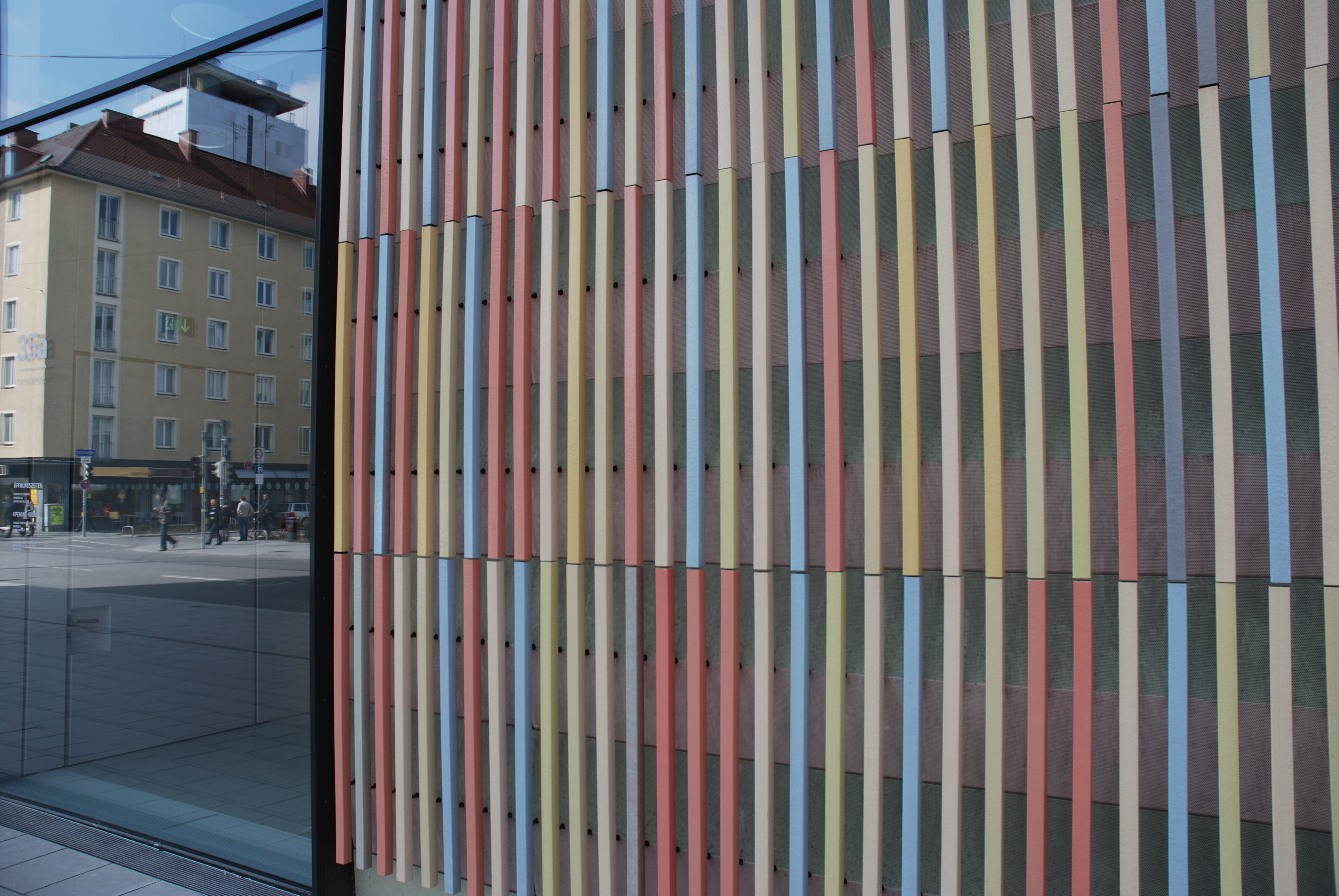
Fasadelement på Museum Brandhorst

Matthias Sauerbruch, född 13 mars 1955 i Konstanzi Tyskland, är en tysk arkitekt och stadsplanerare. 
Matthias Sauerbruch är son till målaren Hans Sauerbruch (1910–1996) och sonson till kirurgen Ferdinand Sauerbruch. Han utbildade sig till arkitekt på Hochschule der Künste Berlin och Architectural Association School of Architecture i London i Storbritannien. Han var 1984–1988 partner i arkitektbyrån Office for Metropolitan Architecture, som grundades 1975 av Ilias Zengelis och Rem Koolhaas.
Han grundade 1989, tillsammans med makan Louisa Hutton, arkitektfirman Sauerbruch Hutton i London, som 1992 flyttade till Berlin i Tyskland. Det första större uppdraget i Tyskland var GSW-Hochhaus i Berlin-Kreuzberg.  
Matthias Sauerbruch var åren 1995–2001 professor vid Technische Universität Berlin. Han undervisade därefter 2001–2007 på Staatliche Akademie der Bildenden Künste Stuttgart och senare varit gästprofessor på flera arkitekturhögskolor i USA och Tyskland. 

## Verk i urval
- Wohnhaus am Checkpoint Charlie vid Friedrichstrasse i Berlin, 1987 (tillsammans med Rem Koolhaas)
- GSW-Hochhaus, huvudkontor för Gemeinnützigen Siedlungs- und Wohnungsbaugesellschaft i Berlin, 1999
- Umweltbundesamt i Dessau, 2005
- Museum Brandhorst i München, 2009
- Cologne Oval Offices i Köln, 2010
- Westarkade för Kreditanstalt für Wiederaufbei i Frankfurt am Main, 2006
- ADAC:s huvudkontor i München, 2012
- Sthlm 01 i Stockholm, 2020